# Cotte-hardie

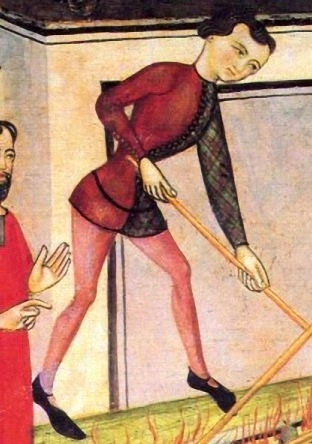
Cotte-hardie portée par un travailleur, supposément en plaid.

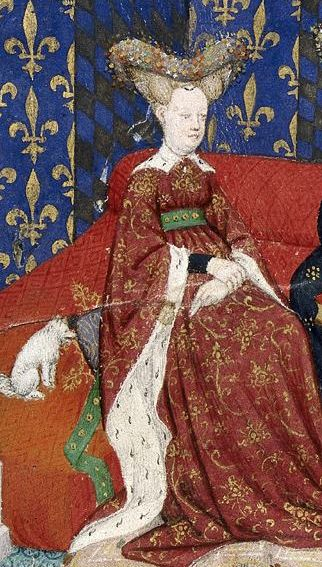
Détail d'une miniature montrant la reine Isabeau de Bavière, habillée d'une cotte-hardie rouge à motifs doublée de fourrure, vers 1410 à 1414.

La cotte-hardie ou cotardie est un vêtement porté en Europe du XIVe siècle au XVIe siècle, avant d'être remplacé par le pourpoint et la houppelande. C'est un haut de vêtement de dessus, très répandu au XIVe siècle, soit comme vêtement de voyage ou comme vêtement de travail. On taille la cotte-hardie dans du tissu résistant, du drap, de la laine ou du vair et de la fourrure.
La cotte-hardie est aussi un vêtement riche porté par seigneurs et femmes de la noblesse. Elle est portée par-dessus la cotte, à la façon d'une tunique plus flottante, fendue sur les côtés pour laisser voir la ceinture qui serre la cotte. La cotte-hardie avec les années prend progressivement de l'ampleur, jusqu'à comporter une traîne d'un peu plus d'un mètre (une aune à l'époque), des manches fendues atteignant terre. La cotte-hardie s'apparente à un manteau mais demeure ajustée à la silhouette déjà soulignée par la cotte.